# تصوير البورتريه

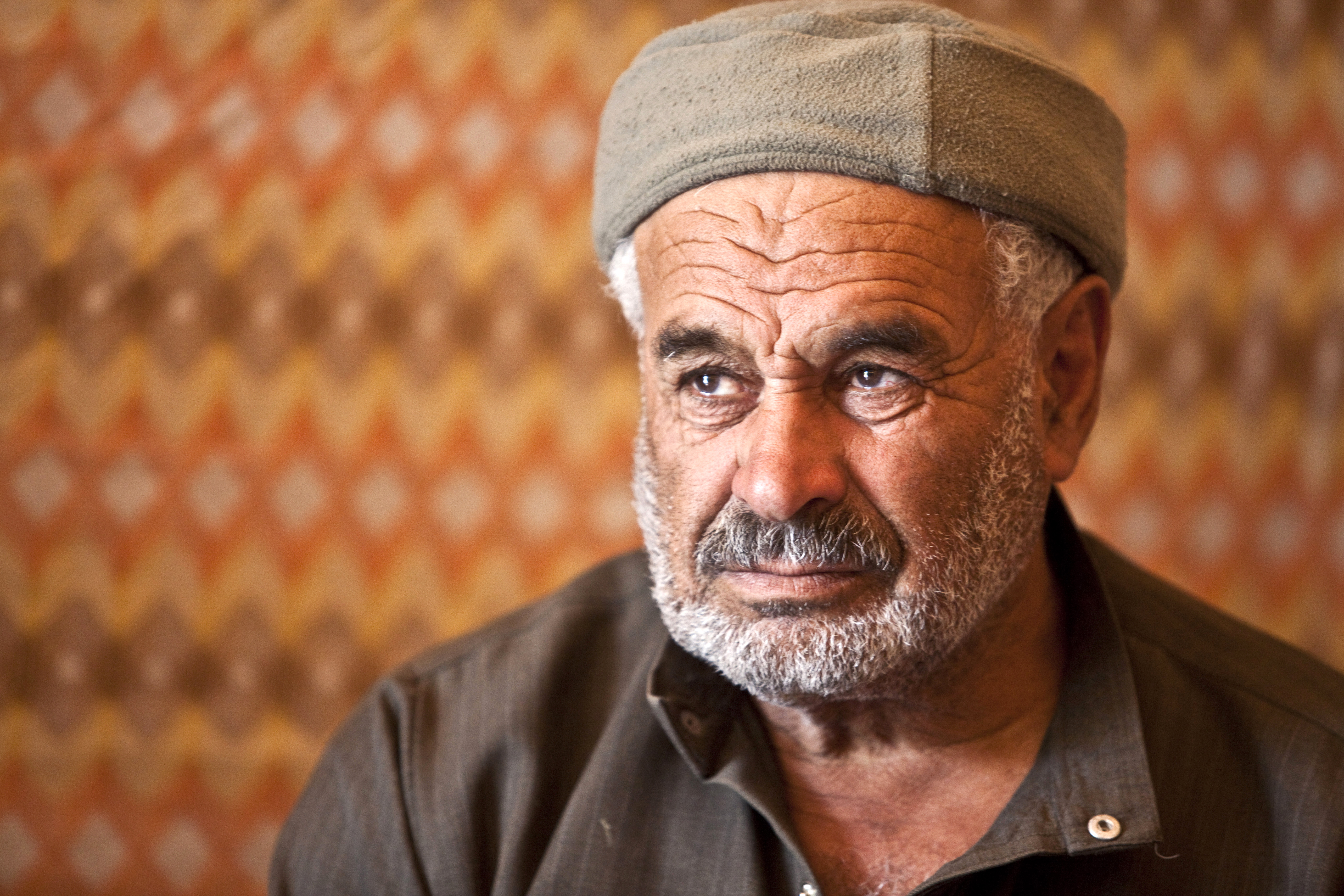
بورتريه عجوز فلسطيني من جنوب الخليل

تصوير البورتريه (بالإنجليزية: Portrait photography)‏ هو تصوير شخص أو مجموعة من الأشخاص, وهو مثل فن البورتريه هدفه هو إظهار ملامح الوجوه وتعبيراتها
وأهم العناصر المؤثرة في تصوير البورتريه هي الإضاءة، حيث تعبير الوجة والشخصية التي يعكسها قد يتغير بتغيير الضوء الساقط عليه
فمثلا في التصوير الخارجي، يعتبر أسوا وقت لتصوير الوجه هو عندما تكون الشمس مرتفعه في وسط السماء فالوجوه يكون مضاءة بقوه من أعلى مما يجعل العينين في عمق ظل أسود, ولكن عندما يكون السماء بها غيوم فإن تصوير الوجه يكون جميلا
وكل ما كانت الصورة قريبة واضاءتها طبيعية كل ما كانت الصورة أجمل ، مثلا يمكن التصوير بجانب نافذة يأتي منها نور الشمس الطبيعي ويكون موضوع على هذه النافذة ستارة شفافة لونها أبيض لتشتيت النور المركز الحاد ، على أن تكون العيون بالثلث الأعلى من الصورة ويفضل المصورين استخدام فتحة العدسة رقم 8 لتصوير البورتريه، يفضل تصوير البورتريه بفتحة عدسة اقل من 3 ليظهر العزل للخلفية ويبدي جمال أكثر للصورة.

## تصوير البورتريه في الخارج
يعتبر تصوير البورتريه الخارجي، بما فيه من طبيعة، وعدم تصنع، ملائما لتصوير الأولاد من كل الأعمار، وهو ملائم وضروري للنشاطات الخارجية وتصويرها كالرياضين والمزارعين وغيرهم.